# Susek
Susek (ćir.: Сусек) je naselje u općini Beočin u Južnobačkom okrugu u Vojvodini.

## Zemljopis
Susek se nalazi na državnoj grnici s Hrvatskom susjedni je grad Ilok. Susek je udaljen 35 km od Novog Sada.

## Stanovništvo
U naselju Susek živi 1.132 stanovnika, od toga 886 punoljetna stanovnika, a prosječna starost stanovništva iznosi 40,2 godina (39,4 kod muškaraca i 41,1 kod žena). U naselju ima 370 domaćinstava a prosječan broj članova po domaćinstvu je 3,06.
Prema popisu stanovništva iz 1991. godine u naselju je živjelo 1.137 stanovnika.
| Etnički sastav 2002. |            |        |
| Narod                | Stanovnika | %      |
| Srbi                 | 1.052      | 92,93% |
| Romi                 | 28         | 2,47%  |
| Hrvati               | 13         | 1,14%  |
| Slovaci              | 6          | 0,53%  |
| Mađari               | 5          | 0,44%  |
| Jugoslaveni          | 5          | 0,44%  |
| Crnogorci            | 3          | 0,26%  |
| Ukrajinci            | 2          | 0,17%  |
| ostali               | 2          | 0,17%  |
| nepoznato            | 14         | 1,23%  |

| broj stanovnika | 1444  | 1490  | 1502  | 1440  | 1217  | 1137  | 1132  |
|                 | 1948. | 1953. | 1961. | 1971. | 1981. | 1991. | 2001. |

## Vanjske poveznice
- Karte, udaljenosti vremenska prognoza  Arhivirana inačica izvorne stranice od 16. siječnja 2009. (Wayback Machine)
- Satelitska snimka naselja  Arhivirana inačica izvorne stranice od 8. ožujka 2021. (Wayback Machine)